# Standrohr (Entwässerung)

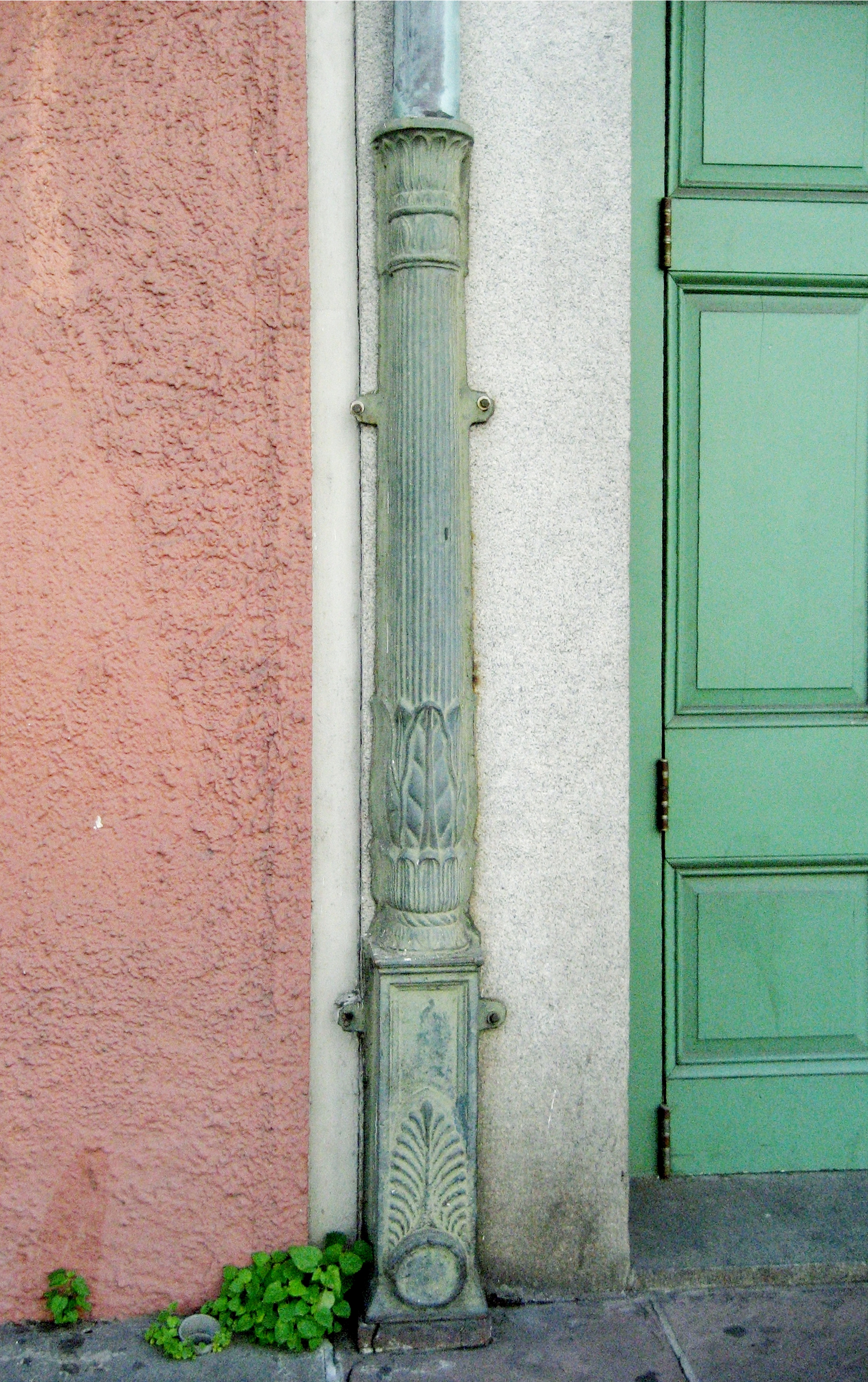
Kunstvoll verziertes Guss-Standrohr, schulterhoch

Das Standrohr dient zur Verbindung eines Regen-Fallrohrs mit einem Kanalgrundrohr und besteht aus einem widerstandsfähigen Werkstoff.
Das Standrohr sollte einen halben bis etwas über einen ganzen Meter aus dem Boden reichen. Es ist robuster gegen Beschädigungen als ein Fallrohr aus Blech und UV-beständig.
Befindet sich das Fallrohr innerhalb eines Grundstückes und/oder beschränkt sich die Gefährdung auf gelegentliches Laubrechen oder Rasenmähen, dann reicht eine Höhe von knapp einem halben Meter aus. Liegt das Rohr hingegen offen vor der Wand an einem häufig frequentierten Verkehrsweg, kann es sinnvoll sein, den Standrohr-Bereich bis in Schulterhöhe zu verlängern.
Kommt es zu einem Rückstau oder zu einer Verstopfung im Kanalisationsbereich, wirkt auf die Rohrleitungen im Bodenbereich der Druck der Wassersäule. Dieser kann bei mehrstöckigen Gebäuden schnell einen kritischen Wert annehmen, der Fallrohre aus Blech zerreißen oder Rohrleitungen an der Kellerwand undicht werden lassen kann. Um das zu vermeiden, sollte möglichst jedes Standrohr mit einem Überlauf versehen sein, der eine gute Handbreit über dem umgebenden Niveau liegen sollte. Oft sind diese Überlauföffnungen auch in einen (entfernbaren) Revisionsdeckel integriert. Diese Revisionsöffnung empfiehlt sich regelmäßig dann, wenn das Gebäude höher oder das Fallrohr schlecht zugänglich ist, also beispielsweise in einem Mauerschlitz verläuft. Bei einem kleinen Haus und mit Abstand von der Wand montierten Rohren kann dagegen das ganze Fallrohr einfach zu Reinigungszwecken abgebaut werden.
Besteht die Möglichkeit, dass Pflanzenteile in das Fallrohr gelangen könnten (weil einmal Bäume die Rinne überragen könnten oder weil Dachbegrünung oder Terrassen vorhanden sind und keine Vorkehrungen an der Rinne getroffen werden), empfiehlt es sich, direkt oberhalb des Standrohres einen Laubsammler einzubauen, da er dort gut zugänglich für die Reinigung ist.
Ist schließlich beabsichtigt, eine begrenzte Menge des Niederschlagswassers zu nutzen (in einer Zisterne, Regentonne oder durch Bewässerungsschläuche), dann wäre der beste Platz für einen Regensammler unmittelbar am Standrohr, und zwar ggf. unterhalb eines Fallrohrsiebs.